# William B. Washburn
William Barrett Washburn, född 31 januari 1820 i Winchendon, Massachusetts, död 5 oktober 1887 i Springfield, Massachusetts, var en amerikansk republikansk politiker.
Washburn utexaminerades 1844 från Yale College, där han var medlem i det hemliga sällskapet Skull and Bones. Han var 1850 ledamot av Massachusetts senat och från 1853 till 1855 ledamot av delstatens representanthus.
Han flyttade 1858 till Greenfield, där han arbetade som bankdirektör. Washburn var sedan ledamot av USA:s representanthus 1863–1871 och guvernör i Massachusetts 1872–1874. Senator Charles Sumner avled 1874 och Washburn utnämndes till USA:s senat där han tjänstgjorde fram till mars 1875.
Washburn är begravd på Green River Cemetery i Greenfield.